# Rhipidura albicollis
Rhipidura albicollis е вид птица от семейство Rhipiduridae.

## Разпространение
Видът е разпространен в Бангладеш, Бутан, Виетнам, Индия, Индонезия, Камбоджа, Китай, Лаос, Малайзия, Мианмар, Непал и Тайланд.